# Heaven to a Tortured Mind
Heaven to a Tortured Mind je čtvrté studiové album amerického hudebníka Yvese Tumora. Vydáno bylo v dubnu roku 2020 společností Warp Records. Na jeho produkci se kromě Tumora podílel Justin Raisen, který produkoval i jeho předchozí desku Safe in the Hands of Love (2018), a koproducentem byl Yves Rothman. O mastering nahrávky se postaral Mike Bozzi. Deska obsahuje dvanáct autorských písní, na některých se kromě Tumora autorsky zčásti podíleli také různí hostující umělci.

## Seznam skladeb
1. Gospel for a New Century – 3:18
2. Medicine Burn – 4:04
3. Identity Trade – 1:59
4. Kerosene! – 5:05
5. Hasdallen Lights – 2:07
6. Romanticist – 1:46
7. Dream Palette – 2:55
8. Super Stars – 3:05
9. Folie Imposée – 3:05
10. Strawberry Privilege – 3:52
11. Asteroid Blues – 2:02
12. A Greater Love – 3:04

## Obsazení
- Yves Tumor – zpěv, performer
- Justin Raisen – syntezátor
- Gina Ramirez – baskytara
- Henry Schiff – bicí
- Anthony Paul Lopez – bicí
- Heavy Mellow – kytara
- Joe Kennedy – kytara, baskytara, varhany, bicí automat, syntezátor
- Andreas Emanuel – kytara
- Yves Rothman – programování, syntezátor, baskytara
- Sylvain Carton – tenorsaxofon, barytonsaxofon, flétna, klarinet
- Andy Ramsay – efekty, bicí, kytara
- Kenny Gilmore – kytara, syntezátor
- Pan Daijing – zpěv
- Diana Gordon – zpěv
- Kelsey Lu – zpěv
- Julia Cumming – zpěv
- Hirakish – zpěv
- Clara La San – zpěv